# IJshockey op de Olympische Winterspelen 1964
IJshockey is een van de sporten die beoefend werden tijdens de Olympische Winterspelen 1964 in Innsbruck.
Dit ijshockeytoernooi was tevens het 31ste wereldkampioenschap ijshockey. Er namen zestien teams deel.

## Heren

### Kwalificatie ronde
In deze ronde kwamen de zestien deelnemende landen, wedstrijdparingen aan de hand het resultaat van het WK 1963, in één wedstrijd tegen elkaar uit, waarbij de winnaars van het onderlinge duel speelden in een toernooi om de plaatsen 1 t/m 8 (Groep A), de verliezers om de plaatsen 9 t/m 16 (Groep B).
| datum      |  | land               | score  | land        |
| ---------- |  | ------------------ | ------ | ----------- |
| 27 januari |  | Canada             | 14 - 1 | Joegoslavië |
| 27 januari |  | Zwitserland        | 5 - 1  | Noorwegen   |
| 28 januari |  | Tsjecho-Slowakije  | 17 - 2 | Japan       |
| 28 januari |  | Sovjet-Unie        | 19 - 1 | Hongarije   |
| 28 januari |  | Zweden             | 12 - 2 | Italië      |
| 28 januari |  | Verenigde Staten   | 7 - 2  | Roemenië    |
| 28 januari |  | Duits eenheidsteam | 2 - 1  | Polen       |
| 28 januari |  | Oostenrijk         | 2 - 8  | Finland     |

### Plaatsingsronde 9e t/m 16e plaats (B-Groep)
| datum      |  | land        | score | land        |
| ---------- |  | ----------- | ----- | ----------- |
| 30 januari |  | Oostenrijk  | 6 - 2 | Joegoslavië |
| 30 januari |  | Polen       | 6 - 1 | Roemenië    |
| 30 januari |  | Italië      | 6 - 4 | Hongarije   |
| 30 januari |  | Noorwegen   | 3 - 4 | Japan       |
| 31 januari |  | Polen       | 4 - 2 | Noorwegen   |
| 31 januari |  | Japan       | 6 - 4 | Roemenië    |
| 1 februari |  | Oostenrijk  | 3 - 0 | Hongarije   |
| 1 februari |  | Italië      | 3 - 5 | Joegoslavië |
| 2 februari |  | Noorwegen   | 9 - 2 | Italië      |
| 2 februari |  | Roemenië    | 5 - 5 | Joegoslavië |
| 3 februari |  | Polen       | 6 - 2 | Hongarije   |
| 3 februari |  | Oostenrijk  | 5 - 5 | Japan       |
| 4 februari |  | Japan       | 4 - 6 | Joegoslavië |
| 5 februari |  | Polen       | 7 - 0 | Italië      |
| 5 februari |  | Oostenrijk  | 2 - 5 | Roemenië    |
| 5 februari |  | Noorwegen   | 6 - 1 | Hongarije   |
| 6 februari |  | Oostenrijk  | 5 - 3 | Italië      |
| 6 februari |  | Joegoslavië | 4 - 2 | Hongarije   |
| 6 februari |  | Polen       | 3 - 4 | Japan       |
| 6 februari |  | Noorwegen   | 4 - 2 | Roemenië    |
| 8 februari |  | Oostenrijk  | 2 - 8 | Noorwegen   |
| 8 februari |  | Polen       | 9 - 3 | Joegoslavië |
| 8 februari |  | Roemenië    | 6 - 2 | Italië      |
| 8 februari |  | Japan       | 6 - 2 | Hongarije   |
| 9 februari |  | Oostenrijk  | 1 - 5 | Polen       |
| 9 februari |  | Roemenië    | 8 - 3 | Hongarije   |
| 9 februari |  | Noorwegen   | 8 - 4 | Joegoslavië |
| 9 februari |  | Japan       | 6 - 8 | Italië      |

|    | land        | Gs | W | G | V | F  | A  | Ptn |
| -- | ----------- | -- | - | - | - | -- | -- | --- |
| 9  | Polen       | 7  | 6 | 0 | 1 | 40 | 13 | 12  |
| 10 | Noorwegen   | 7  | 5 | 0 | 2 | 40 | 19 | 10  |
| 11 | Japan       | 7  | 4 | 1 | 2 | 35 | 31 | 9   |
| 12 | Roemenië    | 7  | 3 | 1 | 3 | 31 | 28 | 7   |
| 13 | Oostenrijk  | 7  | 3 | 1 | 3 | 24 | 28 | 7   |
| 14 | Joegoslavië | 7  | 3 | 1 | 3 | 29 | 37 | 7   |
| 15 | Italië      | 7  | 2 | 0 | 5 | 24 | 42 | 4   |
| 16 | Hongarije   | 7  | 0 | 0 | 7 | 14 | 39 | 0   |

### Finaleronde 1e t/m 8e plaats (A-Groep)
| datum      |  | land               | score  | land               |
| ---------- |  | ------------------ | ------ | ------------------ |
| 29 januari |  | Sovjet-Unie        | 5 - 1  | Verenigde Staten   |
| 29 januari |  | Tsjecho-Slowakije  | 11 - 1 | Duits eenheidsteam |
| 29 januari |  | Canada             | 8 - 0  | Zwitserland        |
| 30 januari |  | Finland            | 4 - 0  | Zwitserland        |
| 30 januari |  | Zweden             | 1 - 3  | Canada             |
| 31 januari |  | Verenigde Staten   | 8 - 0  | Duits eenheidsteam |
| 31 januari |  | Sovjet-Unie        | 7 - 5  | Tsjecho-Slowakije  |
| 1 februari |  | Tsjecho-Slowakije  | 4 - 0  | Finland            |
| 1 februari |  | Sovjet-Unie        | 15 - 0 | Zwitserland        |
| 1 februari |  | Zweden             | 7 - 4  | Verenigde Staten   |
| 2 februari |  | Canada             | 4 - 2  | Duits eenheidsteam |
| 2 februari |  | Zweden             | 7 - 0  | Finland            |
| 3 februari |  | Canada             | 8 - 6  | Verenigde Staten   |
| 4 februari |  | Sovjet-Unie        | 10 - 0 | Finland            |
| 4 februari |  | Tsjecho-Slowakije  | 5 - 1  | Zwitserland        |
| 4 februari |  | Zweden             | 10 - 2 | Duits eenheidsteam |
| 5 februari |  | Canada             | 6 - 2  | Finland            |
| 5 februari |  | Sovjet-Unie        | 10 - 0 | Duits eenheidsteam |
| 5 februari |  | Zweden             | 12 - 0 | Zwitserland        |
| 5 februari |  | Tsjecho-Slowakije  | 7 - 1  | Verenigde Staten   |
| 7 februari |  | Duits eenheidsteam | 6 - 5  | Zwitserland        |
| 7 februari |  | Verenigde Staten   | 2 - 3  | Finland            |
| 7 februari |  | Sovjet-Unie        | 4 - 2  | Zweden             |
| 7 februari |  | Tsjecho-Slowakije  | 3 - 1  | Canada             |
| 8 februari |  | Finland            | 1 - 2  | Duits eenheidsteam |
| 8 februari |  | Verenigde Staten   | 7 - 3  | Zwitserland        |
| 8 februari |  | Sovjet-Unie        | 3 - 2  | Canada             |
| 8 februari |  | Zweden             | 8 - 3  | Tsjecho-Slowakije  |

|   | land               | Gs | W | G | V | F  | A  | Ptn |
| - | ------------------ | -- | - | - | - | -- | -- | --- |
| 1 | Sovjet-Unie        | 7  | 7 | 0 | 0 | 54 | 10 | 14  |
| 2 | Zweden             | 7  | 5 | 0 | 2 | 47 | 16 | 10  |
| 3 | Tsjecho-Slowakije  | 7  | 5 | 0 | 2 | 38 | 19 | 10  |
| 4 | Canada             | 7  | 5 | 0 | 2 | 32 | 17 | 10  |
| 5 | Verenigde Staten   | 7  | 2 | 0 | 5 | 29 | 33 | 4   |
| 6 | Finland            | 7  | 2 | 0 | 5 | 10 | 31 | 4   |
| 7 | Duits eenheidsteam | 7  | 2 | 0 | 5 | 13 | 49 | 4   |
| 8 | Zwitserland        | 7  | 0 | 0 | 7 | 9  | 57 | 0   |

Zweden, Canada en Tsjechoslowakije waren in het toernooi geëindigd met hetzelfde aantal punten. Volgens de wedstrijdregels van het olympisch toernooi was dan het doelsaldo over alle wedstrijden bepalend voor de klassering van de teams. Echter voor het wereldkampioenschap zou alleen naar de onderlinge resultaten van de gelijkgeëindigde teams gekeken worden. In dit geval zou Canada derde zijn geworden. De IIHF heeft in 2005 geprobeerd om de uitslag van het WK aan te passen zodat Canada de bronzen medaille zou krijgen. Echter in september 2005 besloot de IIHF de uitslag van WK niet te wijzigen.

### Eindrangschikking
| Goud | Zilver | Brons | 4 |
| Sovjet-Unie Viktor Konovalenko Boris Zajtsev Vitali Davydov Edoeard Ivanov Aleksandr Ragoelin Viktor Koezkin Konstantin Loktev Aleksandr Almetov Veniamin Aleksandrov Jevgeni Majorov Vjatsjeslav Starsjinov Boris Majorov Leonid Volkov Viktor Jakoesjev Anatoli Firsov Oleg Zajtsev Stanislav Petoechov | Zweden Kjell Svensson Lennart Häggroth Gert Blomé Nils "Nicke" Johansson Roland Stoltz Bert-Ola Nordlander Nils Nilsson Ronald Pettersson Lars-Eric Lundvall Eilert Määttä Anders Andersson Ulf Sterner Carl-Göran Öberg Sven Johansson Uno Öhrlund Hans Mild Lennart Johansson              | Tsjecho-Slowakije Vladimír Dzurilla Vladimír Nadrchal Rudolf Potsch František Tikal František Gregor Stanislav Sventek Ladislav Šmíd Vlastimil Bubník Jaroslav Walter Miroslav Vlach Jiří Dolana Jiří Holík Josef Černý Stanislav Prýl Jozef Golonka Jaroslav Jiřík Jan Klapáč            | Canada Hank Akervall Gary Begg Roger Bourbonnais Ken Broderick Ray Cadieux Terry Clancy Brian Conacher Paul Conlin Gary Dineen Bob Forhan Marshall Johnston Seth Martin Barry MacKenzie Terry O'Malley Rod Seiling George Swarbrick                        |
| 5 | 6 | 7 | 8 |
| Verenigde Staten Dan Dilworth Dates Fryberger Dave Brooks Don Ross Bill Reichart Gary Schmalzbauer Herb Brooks Jim Westby Pat Rupp Paul Coppo Paul Johnson Rog Christian Jim McCoy Thomas Martin Tom Yurkovich Wayne Meredith Billy Christian                                                             | Finland Raimo Kilpiö Juhani Lahtinen Rauno Lehtiö Esko Luostarinen Ilkka Mesikämmen Seppo Nikkilä Kalevi Numminen Lasse Oksanen Jorma Peltonen Heino Pulli Matti Reunamäki Jouni Seistamo Jorma Suokko Juhani Wahlsten Jarmo Wasama Esko Kaonpää Urpo Ylönen                                 | Duits eenheidsteam Paul Ambros Bernd Herzig Michael Hobelsberger Ernst Köpf Albert Loibl Josef Reif Otto Schneitberger Georg Scholz Siegfried Schubert Dieter Schwimmbeck Ernst Trautwein Leonhard Waitl Helmut Zanghellini Kurt Sepp Ulli Jansen Horst Franz Schuldes Silvester Wackerle | Zwitserland Franz Berry Roger Chappot Rolf Diethelm Elvin Friedrich Gaston Furrer Oskar Jenny René Kiener Pio Parolini Kurt Pfammatter Gérard Rigolet Max Rüegg Walter Salzmann Herold Truffer Peter Wespi Otto Wittwer Jürg Zimmermann Peter Stammbach    |
| 9 | 10 | 11 | 12 |
| Polen Andrzej Fonfara Bronisław Gosztyła Henryk Handy Tadeusz Kilanowicz Józef Kurek Gerard Langner Józef Manowski Jerzy Ogórczyk Stanisław Olczyk Władysław Pabisz Hubert Sitko Augustyn Skórski Józef Stefaniak Andrzej Szal Sylwester Wilczek Józef Wiśniewski Andrzej Żurawski                        | Noorwegen Egil Bjerklund Olav Dalsøren Bjørn Elvenes Erik Fjeldstad Tor Gundersen Jan Erik Hansen Svein Norman Hansen Einar Bruno Larsen Thor-Erik Lundby Thor Martinsen Øystein Mellerud Kåre Østensen Frank Olafsen Per Skjerwen Olsen Christian Petersen Georg Smefjell Jan Roar Thoresen | Japan Shinichi Honma Toshiei Honma Hidenori Inatsu Atsuo Irie Koji Iwamoto Kimio Kazahari Isao Kawabuchi Kimihisa Kudo Hiroyuki Matsuura Katsuji Morishima Minoru Nakano Jiro Ogawa Isao Ono Masahiro Sato Shigeru Shimada Mamoru Takashima Masami Tanabu                                 | Roemenië Nicolae Andrei Anton Biro Anton Crişan Zoltan Czaka Ion Ferenz Iulian Florescu Andrei Ioanovici Ştefan Ionescu Alexandru Calamar Dan Mihăilescu Adalbert Naghi Eduard Pană Iosef Sofian Geza Szabo Iuliu Szabo Ion Ţiriac Dezideriu Varga         |
| 13 | 14 | 15 | 16 |
| Oostenrijk Adolf Bachura Horst Kakl Dieter Kalt Christian Kirchberger Hermann Knoll Eduard Mössmer Tassilo Neuwirth Alfred Püls Josef Puschnig Erich Romauch Fritz Spielmann Adelbert St. John Gustav Tischer Friedrich Turek Fritz Wechselberger Erich Winkler Walter Znenahlik                          | Joegoslavië Aleksandar Anđelić Miroljub Ðorđević Albin Felc Anton Jože Gale Mirko Holbus Bogo Jan Ivo Jan Marijan Kristan Miran Krmelj Igor Radin Ivo Ratej Viktor Ravnik Boris Renaud Rašid Šemšedinović Franc Smolej Viktor Tišler Vinko Valentar                                          | Italië Giancarlo Agazzi Isidoro Alverà Enrico Bacher Enrico Benedetti Vittorio Bolla Giampiero Branduardi Alberto Darin Gianfranco Darin Bruno Frison Roberto Gamper Bruno Ghedina Ivo Ghezze Francesco Macchietto Giovanni Mastel Giulio Oberhammer Edmondo Rabanser Giulio Verocai      | Hongarije József Babán Árpád Bánkuti János Beszteri Péter Bikár Gábor Boróczi László Jakabházy József Kertész Lajos Koutny Ferenc Lőrincz György Losonczi Károly Orosz György Raffa György Rozgonyi Béla Schwalm Mátyás Vedres János Ziegler Viktor Zsitva |

Antwerpen 1920 · 
Chamonix 1924 · 
St. Moritz 1928 · 
Lake Placid 1932 · 
Garmisch-Partenkirchen 1936 · 
St. Moritz 1948 · 
Oslo 1952 · 
Cortina d'Ampezzo 1956 · 
Squaw Valley 1960 · 
Innsbruck 1964 · 
Grenoble 1968 · 
Sapporo 1972 · 
Innsbruck 1976 · 
Lake Placid 1980 · 
Sarajevo 1984 · 
Calgary 1988 · 
Albertville 1992 · 
Lillehammer 1994 · 
Nagano 1998 · 
Salt Lake City 2002 · 
Turijn 2006 · 
Vancouver 2010 · 
Sotsji 2014 · 
Pyeongchang 2018 · 
Peking 2022

Lijst van olympische medaillewinnaars
Alpineskiën · Biatlon · Bobsleeën · Kunstrijden · Langlaufen · Noordse combinatie · Rodelen · Schaatsen · Schansspringen · IJshockey · IJsstokschieten (demonstratie)